# 良渚博物院
良渚博物院 （りょうしょはくぶついん）は中国浙江省杭州市余杭区にある「良渚文化」をテーマとする博物館。
2008年9月29日開館。
所在地：杭州市余杭区良渚鎮美麗路1号（美麗洲公園内）。
開館時間：9時～17時（月曜日休館日。但し祝祭日は開館）。 入場無料。 
公共交通機関：地下鉄４号線良渚駅下車、1222路地鉄良渚停留所乗車・良渚博物院正門停留所下車 
「良渚文化」の命名遺跡の良渚遺跡区（2019年7月に世界文化遺産に登録）に建設された。前身は1994年開館の良渚文化博物館。敷地面積は約4万平方メートル、建築面積は約1万平方メートル、建物のデザインは英国の建築家によるものである。
本館展示は、基本的に良渚遺跡区の発掘遺物（玉器・陶器・石器・木器など）と往事の生活再現パノラマが中心で、三つの展示室、展庁一「発現求真」、展庁二「良渚古国」、展庁三「良渚文明」からなっている。 展庁一「発現求真」は、最初の発掘（1936年）から城壁発掘（2007年）までの考古学的成果を展示している。同時に陶器・石器などの発掘遺物を展示し、本遺跡と良渚文化の基本的知識が分かる。展示の終わりの方に良渚「古城」遺跡のジオラマがある。 展庁二「良渚古国」は、農耕・陶器制作・玉器製作・木材加工・建築・暴食などの生活パノラマ展示で、中心に祭祀基壇建設（莫角山）のパノラマがある。 展庁三「良渚文明」は、遺物展示の中心で、玉器・陶器・石器・木器・織物など千余点を展示している。特に、玉器に優れ、この代表が神人獣面紋二節玉琮である。

## 外部サイト
- 公式サイト